# ミシェル・レリス
ミシェル・レリス（Michel Leiris、1901年4月20日 - 1990年9月30日）は、フランスの詩人、民族学者、美術評論家、随筆家。シュルレアリスムの運動に参加し、『シュルレアリスム革命』に言語遊戯を駆使した「語彙集（私の註釈をおし込んで）」などを発表するが、5年ほどで脱退。ジョルジュ・バタイユらが創刊した『ドキュマン』誌の編集事務局を務め、バタイユ、ロジェ・カイヨワとともに「社会学研究会」を結成。民族学者マルセル・グリオールが率いるダカール＝ジブチ調査団に参加し、『幻のアフリカ』を発表。第二次大戦中に対独レジスタンス作家による地下出版に参加。戦後、ジャン＝ポール・サルトルらとともに『レ・タン・モデルヌ』誌を創刊。代表作の『幻のアフリカ』、自伝的小説『成熟の年齢』と『ゲームの規則』（全4巻）はプレイヤード叢書として刊行された。

## 生涯

### 背景
1901年4月20日、ジュリアン・ミシェル・レリスとしてパリ16区の教養あるブルジョワ家庭に生まれる。名門校リセ・ジャンソン＝ド＝サイイを退学後、1918年にバカロレアを取得し、1920年にパリ大学に入学。化学を専攻したが、ジャズに心酔し、フェルナン・レジェの作品に惹かれるなど、次第に音楽、美術、文学への関心を深めていった。

### 前衛芸術
転機となったのは、1921年の詩人・画家のマックス・ジャコブとの出会いであった。ジャコブに直接詩作を学ぶと同時に、彼を介して前衛芸術家と知り合ったからである。その一人が、生涯にわたって親交を深めることになる画家アンドレ・マッソンである。処女作『シミュラークル（模擬）』は、レリスの詩とマッソンの石版画による詩画集（1925年刊行）である。

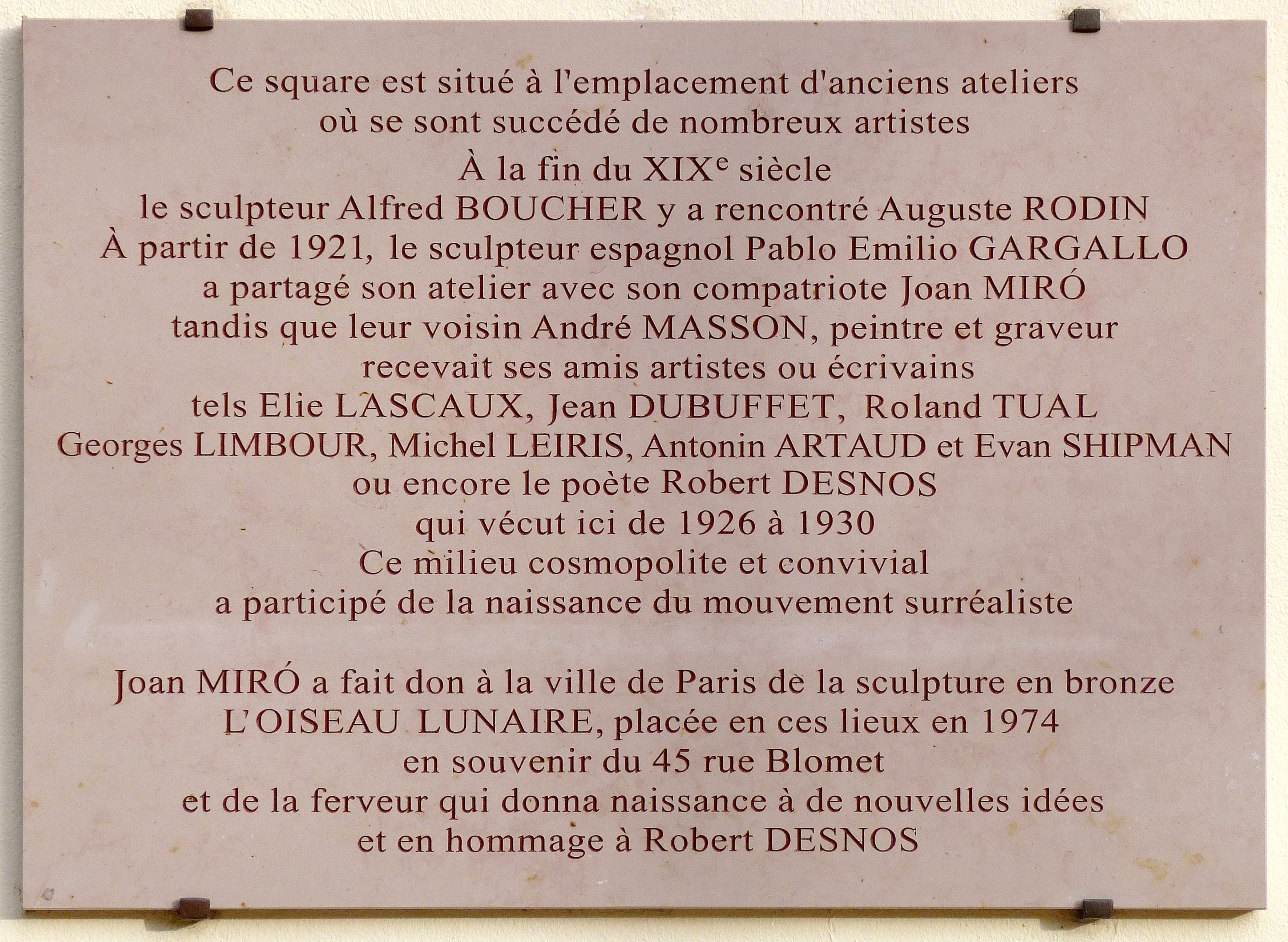
ミロらが住んでいたパリ15区ブロメ通り45番地にある銘板

マッソンは当時、パリ15区のブロメ通りに住んでいた。「ブロメ通りグループ」として知られる前衛画家・作家が住んでいた場所であり、パブロ・ガルガーリョがジョアン・ミロと共同でアトリエを構え、マッソンのところにはエリ・ラスコー、ジャン・デュビュッフェ、ロラン・テュアル、ジョルジュ・ランブール、アントナン・アルトー、ロベール・デスノスらの画家や作家が訪れていた。彼らの活動を支援していたのが、「ピカソの画商」として知られ、特にフォーヴィスムやキュビスムの画家を支持したドイツ出身の画商・美術評論家ダニエル＝ヘンリー・カーンワイラーであり、さらに彼を介してパブロ・ピカソ、フアン・グリス、小説家マルセル・ジュアンドー、そしてカーンワイラーの娘ルイーズ・ゴドンに出会った（1926年に結婚）。

### シュルレアリスム
1924年には、さらにジョルジュ・バタイユ、レーモン・クノー、ジャック・バロンなどに出会い、アンドレ・ブルトンが率いるシュルレアリスムの運動に参加し、同年末に創刊された文芸誌『シュルレアリスム革命』に言語遊戯を駆使した「語彙集（私の註釈をおし込んで）」（邦訳『獣道』所収）や夢の記述などを寄稿した。
1925年7月2日に、シュルレアリストらが先達と仰ぐ詩人サン＝ポル＝ルーを招いて祝宴を催したこと、しかもこの会が大混乱に終わったことは、シュルレアリスムを語る上で重要な出来事だが、このときレリスは、女性作家ラシルドの（当時の世相を反映した）愛国的な発言に対して、「フランス打倒、（リーフ共和国大統領の）アブド・エル・クリム万歳」と叫んで窓から飛び降りたこともまた、一つの逸話として残っている。この発言は、リーフ共和国に対するフランスの宣戦布告（リーフ戦争）、モロッコ侵攻に対するものであった。というのは、この侵攻を受けて、作家アンリ・バルビュスを中心とする平和・反戦運動「クラルテ」 とその機関誌『クラルテ』に寄稿していたレリスを含むシュルレアリストらがリーフ戦争反対声明に共同署名し、同日付で共産党の機関紙『リュマニテ』紙に掲載していたからである。レリスが『クラルテ』誌に寄稿したのは1925年から26年にかけてであり、1927年にはブルトン、ルイ・アラゴン、ポール・エリュアール、バンジャマン・ペレら他のシュルレアリストと同様に共産党に入党したが、レリスは早くも数か月後には離党している。
1927年にはブルトンと仲違いし、教員資格を取得してカイロの高等学校で教鞭を執っていたランブールに会うためにエジプトを訪れ、帰途、ギリシャ、イタリアを旅行した。

### バタイユ -『ドキュマン』誌

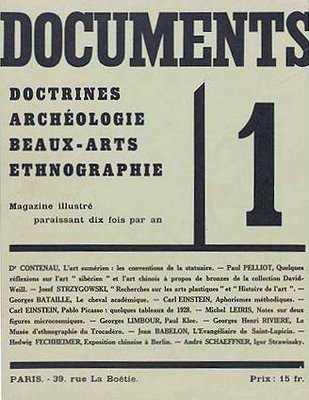
『ドキュマン』誌第1号（1929年）

一方、すでに1924年頃から民族誌学の講義を受講し始め、1929年には、人類学者のリュシアン・レヴィ＝ブリュール、マルセル・モース、ポール・リヴェがパリ大学で開設した民族学研究所でモースに師事した。
レリスがシュルレアリスムの運動から脱退したのも1929年であり、また、同じ年の4月からバタイユとトロカデロ民族学博物館（現人類博物館）の副館長ジョルジュ・アンリ・リヴィエールを中心に編集された『ドキュマン』誌の編集事務局を務めた。『ドキュマン』誌は考古学、美術、民族誌学の学術雑誌であり、民族学者マルセル・グリオールも編集に関わっていた。『ドキュマン』誌は翌1930年の第15号をもって終刊となったが、バタイユにとってもレリスにとっても後の著作につながる重要な活動の場であり、レリス同様にシュルレアリスムを離れた作家や詩人が参加していた。実際、バタイユが1930年にブルトンへの反論として出版した小冊子『死骸』には20人の元シュルレアリストが参加し、このうちレリス、ランブール、デスノス、ジャック・バロン、ジョルジュ・リブモン＝デセーニュは『ドキュマン』誌の寄稿者であった。これは、1924年のアナトール・フランスの葬儀の際にブルトン、アラゴン、エリュアール、フィリップ・スーポーらが、アナトール・フランスというフランス文学の権威を葬り去り、乗り越えようとするシュルレアリスムの象徴的な行為として出版した『死骸』のパロディーであり、同じ『死骸』というタイトルの小冊子に、『シュルレアリスム革命』誌に掲載されたブルトンの写真に茨の冠をモンタージュした写真（ジャック＝アンドレ・ボワファール作）を掲載し、その下にシュルレアリスムの自動記述をもじって「自動預言者」と書かれ、表題「死骸」の下には、1924年の『死骸』においてアナトール・フランスに対して書かれた「死んだ後まで、この男の死骸を残しておくことはない」という言葉がブルトンに対する言葉としてそのまま書き写されている。この小冊子にバタイユは「去勢されたライオン」と題する記事を掲載し、シュルレアリスムを「去勢された思想」として批判したのである。

### 精神分析から自己探求・自伝へ
一方、『ドキュマン』誌に寄稿していた1929年から1930年にかけて、レリスはバタイユに勧められて、アドリアン・ボレルによる精神分析治療を受け始めた。ボレルは1920年代にバタイユ、レリスら多くの作家の精神療法医であったが、レリスにとっては治療というよりカタルシスであり、この経験から、ボレルに対して告白したように、内心の苦しみや記憶、生活の諸相を書いて行こうという考えが生まれた。これは自伝的小説『成熟の年齢』において語られていることであり、本書は1939年刊行だが、書き始めたのは1930年のことである。治療（告白）のきっかけとなったクラナッハの貞女ルクレティアと娼婦ユディットの裸体画、そのエロティシズムに関する記事は、同年に書かれ、『成熟の年齢』に収められることになり、初版の表紙に掲載されたのも、この2対の裸婦像である。こうした自己探求はこの後生涯にわたって書き継がれる『ゲームの規則』においてさらに深まって行く（後述）。

### アフリカ横断民族学調査

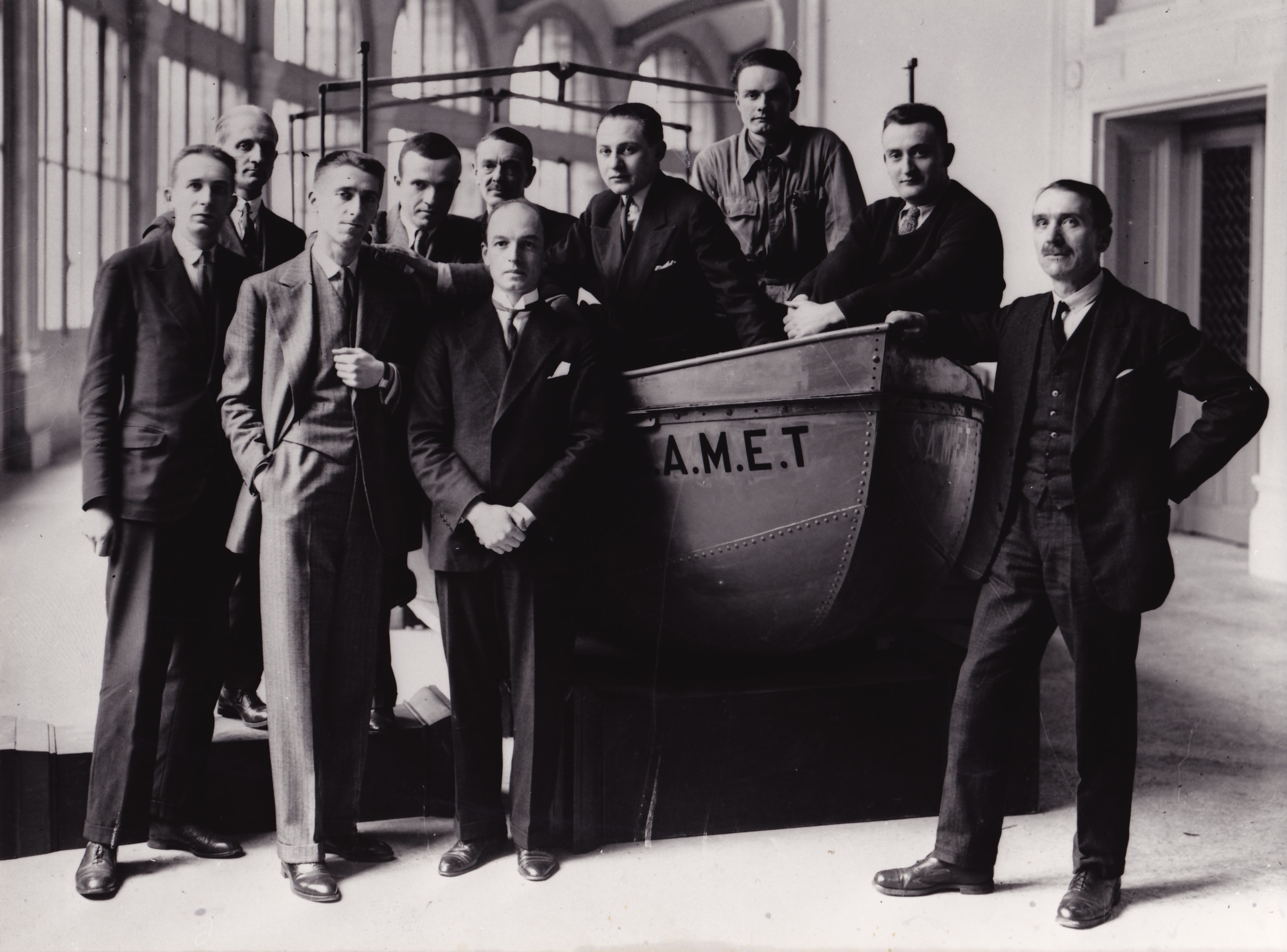
ダカール＝ジブチ調査団（1931年）前列左からアンドレ・シェフネル、ジョルジュ・アンリ・リヴィエール、マルセル・グリオール。リヴィエールとグリオールの間に顔が見えるのがレリス。

上述のように、民族学者マルセル・グリオールは『ドキュマン』誌の編集に関わっていたが、レリスが彼と直接知り合ったのはリヴィエールを介してである。「民族学を学ぶ文学者」として紹介されたレリスは、グリオールが率いるダカール＝ジブチ調査団に秘書兼文書係として参加することになった。これは、1931年からアフリカ大陸西端のダカールから東端のジブチまで横断しながら民族学の調査を行い、トロカデロ民族学博物館のためのオブジェや資料を収集することが目的であった。一団は5月にボルドー港を出港してダカールに向かい、10月から11月にかけてサンガ（現マリ共和国）のドゴン族の秘密言語について、さらに翌1932年の7月から11月にかけてゴンダル（現エチオピア）のザール信仰、特に憑依現象について調査を行った。これらの調査は、『サンガのドゴン族の秘密言語』（1948年刊行）、『ゴンダルのエチオピア人における憑依とその演劇的諸相』（『新フランス評論』誌1938年7月号掲載の後、1958年刊行。邦訳『日常生活の中の聖なるもの（ミシェル・レリスの作品4）』所収）に結実することになる。
『サンガのドゴン族の秘密言語』は、レリスの学位論文であり、高等研究実習院で民族学の学位を取得するために、イスラーム神秘主義を専門とする宗教学者で指導教官のルイ・マシニョン に提出されたが、書き直しを命じられて再提出し、1938年に受理された（なお、これ以前の1935年から37年にかけて文学の学士号（民族学、社会学および宗教史専門）を受け、アムハラ語の資格を取得している）。ドゴン族の秘密言語とは、「ドゴンの秘密結社によって伝承されている聖なる言葉」であり、異界との交流や儀式、神話の伝承にのみ用いられる特殊な言語であって、日常言語とは異なる。語彙数はわずか300語程度だが、それだけに一つの言葉に込められる意味が深く、レリスはこれを「真の詩」と見なしている。
一方、エチオピアの民間信仰であるザールは、患者（主に女性）に憑依したザールの精霊を、音楽や供犠によってなだめる儀式を中心とし、この儀式を執り行うのも女性、特に黒人女性である。レリスが惹かれたのは、表題が示すとおり、憑依現象そのものの美的・演劇的側面であった。

### 『幻のアフリカ』

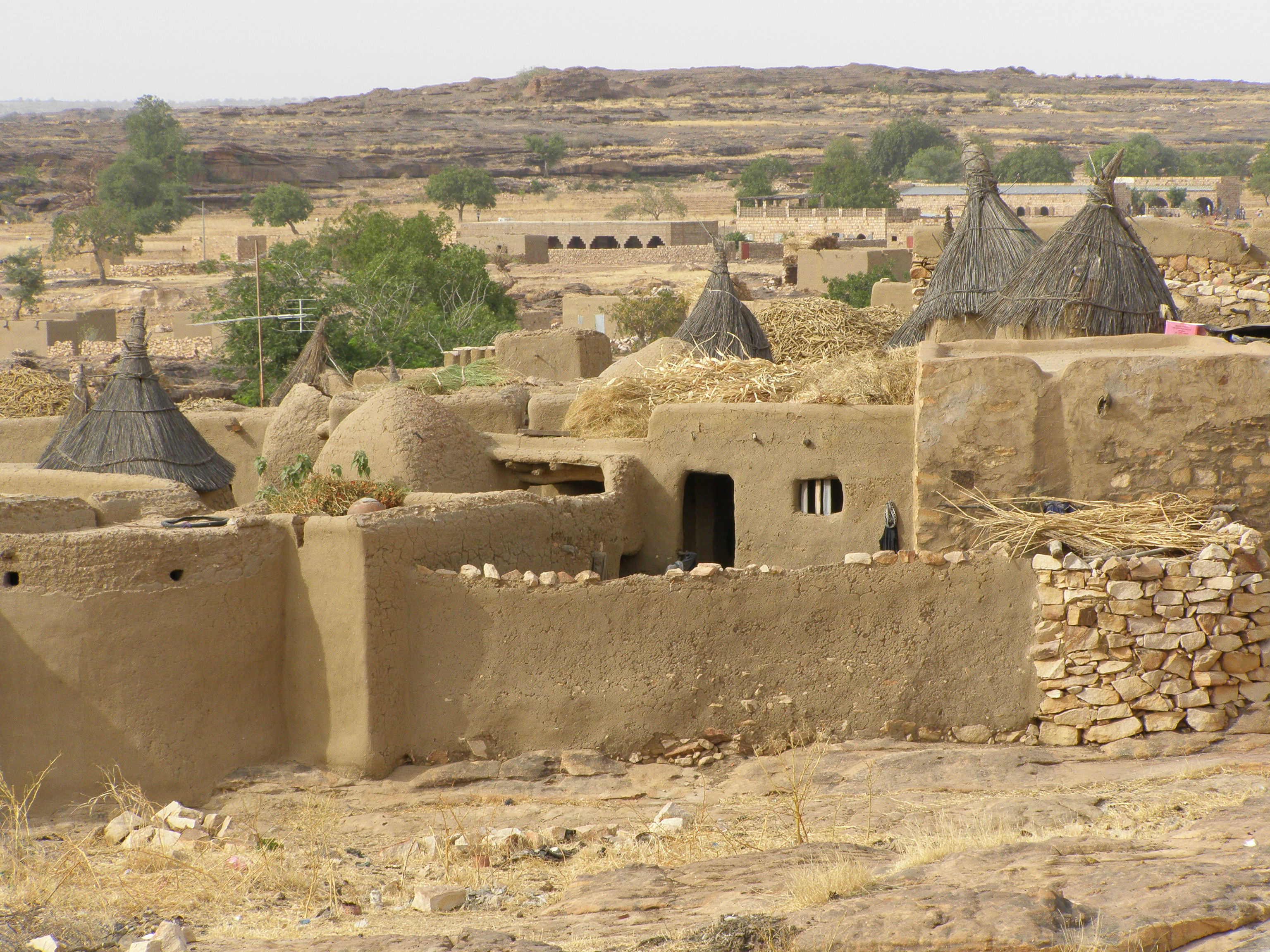
サンガ（現マリ共和国）

1933年2月にアフリカでの調査を終えて帰国。美術雑誌『ミノトール』や文芸誌『新フランス評論』に寄稿し、また、元共産党員で歴史学者・評論家のボリス・スヴァーリンが創設した「民主共産主義サークル」の会員として、彼が主宰する『社会批評』誌にも寄稿した。『社会批評』誌は『ドキュマン』誌の終刊後にバタイユが批評活動を継続していた雑誌であり、レリスは以後、再びバタイユと活動を共にすることになる。
翌1934年にトロカデロ民族学博物館のサブサハラ・アフリカ部門担当となり、1937年にこの後身としてポール・リヴェによって設立された人類博物館でも引き続き1948年まで担当した（なお、ポール・リヴェを会長として1934年に結成された反ファシズム知識人監視委員会にも参加している）。1934年はまた、アフリカでの調査に基づく『幻のアフリカ』を発表した年でもある。本書は民族誌とはいえ、必ずしも学術的なものではなく、レリスの個人的な意見、さらには夢の記述や性的な告白すら含む破格的なものであった。なお、『幻のアフリカ』は発禁処分を受けることになるが、これは1941年10月のナチス・ドイツ占領下でのことであり、ドイツ軍による言論・思想の弾圧により、1940年9月28日に出版社労働組合と占領当局との間で検閲協定が締結された 後のことである。

### 聖なるものの社会学
1937年11月にバタイユ、ロジェ・カイヨワとともに、「聖なるものの社会学」のための研究機関「社会学研究会」を立ち上げた。バタイユの秘密結社「アセファル」（およびその機関誌『アセファル』）にはレリスもカイヨワも参加しなかったが、この2つの組織に共通するのは反ファシズムの思想である。レリスの「日常生活の中の聖なるもの」は、1938年1月8日に開催された社会学研究会の例会で発表されたものであり、日常生活の細部まですべて聖なるものに関わっているドゴン社会について論じた、『ゲームの規則』（全4巻）の発端となる重要な論考である。また、バタイユの愛人でレリスの親友でもあったコレット・ペニョ（通称ロール）は1938年に35歳で早世したとき、多くの未発表原稿を残しており、このうち、レリスとバタイユが最初に刊行したのが『聖なるもの』と題する遺稿集であった。

### 第二次大戦 - 対独レジスタンス

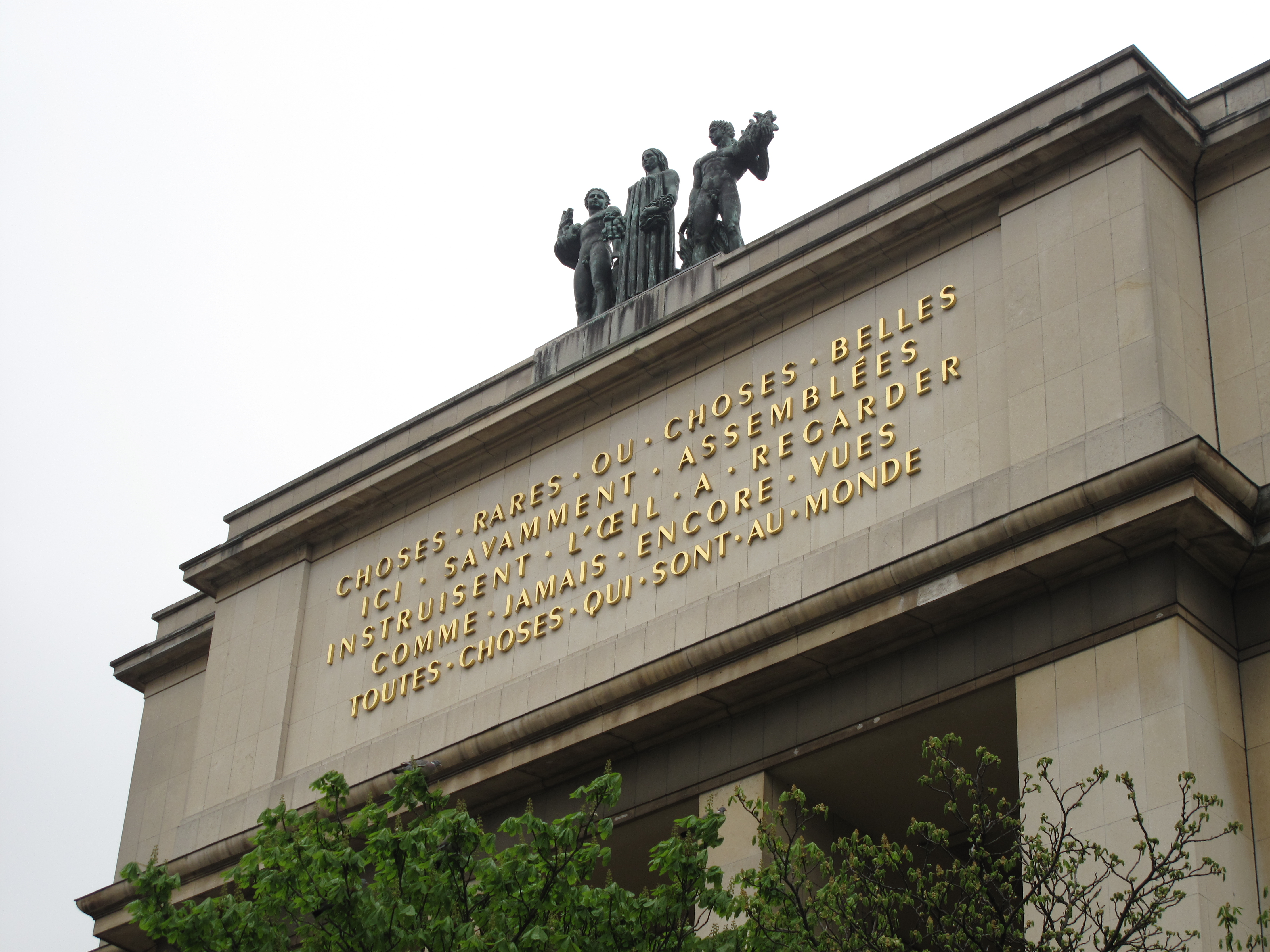
ポール・ヴァレリーの言葉を掲げた人類博物館の正面 - 対独レジスタンス「人類博物館グループ」の拠点でもあった。

だが、1939年、第二次大戦勃発により、社会学研究会が解散になり、レリスは化学者として動員され、オラン（アルジェリア）の部隊に配属された。翌40年には復員したが、妻の実家カーンワイラー家はドイツ軍非占領地域（自由地域）の南西部リムーザン地域圏へ疎開し、友人らもまた、その多くがマルセイユからスペイン経由で亡命し始めていた。ミロはマヨルカ島（スペイン）へ逃れた。アフリカ黒人彫刻を専門とするユダヤ系ドイツ人の美術評論家・作家で『ドキュマン』誌の主な寄稿者の一人であったカール・アインシュタインは、スペイン内戦で共和派として戦った経験があるために亡命できずに、ナチスから逃れるために自殺した。パリに残っていたのは（対独協力者以外は）主に対独レジスタンスの作家であり、1942年にジャン＝ポール・サルトルに出会った。サルトルとは戦後1945年に『レ・タン・モデルヌ』誌を創刊することになる。当初の編集委員は2人のほか、レイモン・アロン、シモーヌ・ド・ボーヴォワール、モーリス・メルロー＝ポンティ、アルベール・オリヴィエ、ジャン・ポーランであった。
戦時中は、ジャン・ポーランが共産党のレジスタンス・グループ「国民戦線」に属する全国作家委員会 (CNE) の代表ジャック・ドクールとともに創刊した地下出版の『レットル・フランセーズ（フランス文学）』に寄稿し、全国作家委員会にも加盟した。

### 戦中・戦後にかけての研究活動・社会活動
1943年1月にサブサハラ・アフリカの専門家として国立科学研究所 (CNRS) の研究員に任命され、1945年にコートジボワールおよび英領ゴールド・コースト（現ガーナ）で民族学の調査を行った。戦後も引き続き、アンティル諸島で調査を行い、ハイチでヴードゥー教の儀式に参加。マルティニークで詩人エメ・セゼールに出会い、以後、親交を深めることになった。また、民族学者クロード・レヴィ＝ストロースに出会ったのもこの頃である。レヴィ＝ストロースとレリスは、1951年にユネスコからの依頼で、反人種差別運動の一環として刊行される小冊子シリーズ「近代科学を前にした人種問題」の執筆を引き受け、レヴィ＝ストロースは『人種と歴史』、レリスは『人種と文明』をそれぞれ発表した。このほか、心理学者、生物学者らがそれぞれの立場から執筆している。翌1952年にはアンティル諸島で2度目の調査を行うほか、12月には、世界平和評議会によってウィーンで開催された世界諸国民平和大会にサルトル、エルヴェ・バザンらとともに参加した。
1955年10月に仏中友好協会の代表団の一員として、中国共産党が率いる国家として成立して間もない中国を訪れた。共産主義に期待を寄せていたレリスには特に重要な旅であり、5週間にわたる滞在中に毎日書き続けた日記は『中国日記』として1994年に没後出版された。
1960年9月、「アルジェリア戦争における不服従の権利に関する宣言」と題する「121人のマニフェスト（宣言）」に署名。これは、哲学者フランシス・ジャンソンがアルジェリア独立運動を支援し、フランス軍隊からの脱走兵を援助するために作った地下組織「ジャンソン・グループ」の裁判の際に、これを支持する知識人121人が行った活動であり、サルトル、ボーヴォワール、ブルトン、トリスタン・ツァラのほか、歴史学者のピエール・ヴィダル＝ナケ、哲学者のジャン＝フランソワ・ルヴェル、作家のヴェルコール、フランソワーズ・サガン、マルグリット・デュラス、映画界からアラン・キュニー、アラン・レネ、シモーヌ・シニョレなども参加した。
国立科学研究所の研究主任として、1962年にブアケ（コートジボワール）で開催されたアフリカの宗教に関する会議、1966年にダカールで開催された黒人芸術に関するシンポジウム、1967年にハバナ（キューバ）で開催された文化会議などに参加。キューバではフィデル・カストロに会う機会を得た。また、1964年に日本でピカソ展が開催されたときには、5月から6月にかけて来日した。

### 『ゲームの規則』ほか
1948年に代表作『ゲームの規則』第1巻の『抹消』、1955年に第2巻の『軍装』が刊行された。この後、1966年に第3巻の『縫糸』、晩年の1976年に最後の第4巻『囁音』、没後の2003年にプレイヤード叢書として全4巻が刊行される。この一連の自伝的小説は、上述の『成熟の年齢』執筆の経緯におけるように、レリス独自の告白による自己探求であり、これは最晩年の小説『角笛と叫び』に至るまで継続されることになるが、第3巻執筆中の1957年5月に、レリスはフェノバルビタール剤を飲んで自殺を図った。未遂に終わったが、第3巻『縫糸』にはこの事件について、さらにはこの事件を通して夢や記憶を「縫糸」で縫合しようとする試みが描かれることになる。また、友人のアルベルト・ジャコメッティが描いた52枚の挿絵（エッチング）による『無名の生ける灰』（1961年刊行）も、この事件に言及した作品である。
マーグ財団出版社により1967年から1972年まで刊行された詩誌『レフェメール（はかなさ）』に寄稿。編集委員はイヴ・ボヌフォワ、アンドレ・デュ・ブーシェ、ルイ＝ルネ・デ・フォレ、ガエタン・ピコン、主な寄稿者はアルトー、バタイユ、ベケット、ブランショ、カフカらであった。
レリスは若い頃からマッソン、ピカソ、ジャコメッティのほか多くの画家と親しく、美術評論家としても知られるが、美術関連の著書を発表したのは晩年のことであり、特に深い関心を寄せていたのは、この3人の画家・彫刻家ほか、ヴィフレド・ラム、特に1966年に出会ったフランシス・ベーコンであった。邦訳は『ピカソ ジャコメッティ ベイコン』、『デュシャン ミロ マッソン ラム』として刊行されているが、これらは、著書や論文、雑誌の記事を編纂したものである。
1952年に『抹消（ゲームの規則 I）』および『軍装（ゲームの規則 II）』で批評家賞を受賞したが、もともと栄誉を受けることを好まなかったレリスは、1980年、文化省によって授与される国家文学大賞を拒否した。
レリスと義父カーンワイラーが収集した200点以上の作品（約90点の絵画、30点の彫刻、85点の素描やパピエ・コレ、約30点の民族学収集品）が国に寄贈され、1984年から85年にかけて国立近代美術館で展覧会が行われた。
1990年9月30日、エソンヌ県サン＝ティレールにて89歳で死去。ペール・ラシェーズ墓地に眠る。
没後、約1,000頁の日記が出版された。

## 著書
- Michel Leiris et André Masson, Simulacre. Poèmes et lithographies. Éditions de la Galerie Simon, 1925
  - 『シミュラークル（模擬）』- ミシェル・レリスの詩とアンドレ・マッソンの石版画による詩画集（未訳）
- Le Point cardinal, Éditions du Sagittaire, 1925
  - 『基本方位』- ジョルジュ・ランブールに捧げるシュルレアリスムの著書（未訳）
- L'Afrique fantôme. De Dakar à Djibouti (1931-1933), Gallimard, 1934 ; Collection « Blanche », 1951
  - 『幻のアフリカ』岡谷公二、田中淳一、高橋達明共訳、河出書房新社、1995年、平凡社ライブラリー、2010年
- Tauromachies. Guy Lévis Mano (G.L.M), collection Repères (n°23), 1937（70部限定版）
  - 『闘牛技』（邦題『闘牛鑑』所収。次項参照）
- Miroir de la tauromachie, G.L.M./Acéphale, nouvelle série, cahier 1 - L'Érotisme, 1938 ; Miroir de la tauromachie, précédé de Tauromachies, G.L.M., illustré de André Masson, 1964（随筆集、アンドレ・マッソンによる素描）
  - 『闘牛鑑』須藤哲生訳、現代思潮社、1971、再版 2007年
- L'Âge d'homme, Gallimard, 1939（自伝的小説）
  - 『成熟の年齢』松崎芳隆訳、現代思潮社、1969年
- Haut Mal, Gallimard, 1943（詩集）
  - 『癲癇（ミシェル・レリスの作品1）』（詩集）小浜俊郎訳、思潮社、1970年
- Aurora, Gallimard, 1946（小説）
  - 『オーロラ（ミシェル・レリスの作品2）』（小説）宮原庸太郎訳、思潮社、1970年
- Biffures. La Règle du jeu I, Gallimard, 1948
  - 『ゲームの規則 ― ビフュール』 岡谷公二訳、筑摩書房、1995年
  - 『抹消 ゲームの規則 I』岡谷公二訳、平凡社、2017年
- La Langue secrète des Dogons de Sanga, Institut d'Ethnologie, 1948 ; J.-M. Place, 1992
  - 『サンガのドゴン族の秘密言語』（未訳）
- Race et Civilisation, UNESCO, 1951（小冊子）
  - 『人種と文明』- ユネスコ「近代科学を前にした人種問題」シリーズの小冊子（未訳）
- Fourbis. La Règle du jeu II, Gallimard, 1955
  - 『軍装 ゲームの規則 II』岡谷公二訳、平凡社、2017年
- Contacts de civilisation en Martinique et en Guadeloupe, UNESCO/Gallimard, 1955（ケベック大学シクーティミ（フランス語版）校の「現代社会学」コレクションとして閲覧可能）
  - 『マルティニックおよびグアドループにおける文明の接触』（未訳）
- La Possession et ses aspects théâtraux chez les Éthiopiens de Gondar, Librairie Plon, 1958 ; (増補改訂版) La Possession et ses aspects théâtraux chez les Éthiopiens de Gondar Précédé de La Croyance aux génies Zâr en Éthiopie du Nord (Les Hommes et leurs signes), Le Sycomore, 1980
  - 『ゴンダルのエチオピア人における憑依とその演劇的諸相』『日常生活の中の聖なるもの（ミシェル・レリスの作品4）』（評論・随筆）岡谷公二訳、思潮社、1986年所収
- Nuits sans nuit et quelques jours sans jour, Gallimard, 1961（夢日記）
  - 『夜なき夜 昼なき昼』 細田直孝訳、現代思潮新社、2013年
- Vivantes Cendres, Innommées. Illustré de gravures à l'eau-forte par Alberto Giacometti. Paris, Jean Hugues, 1961（アルベルト・ジャコメッティの版画）
  - 『無名の生ける灰』（未訳）
- Grande fuite de neige, Mercure de France, 1964（幻想的な小品）
  - 『大雪崩』（未訳）
- Fibrilles. La Règle du jeu III, Gallimard, 1966
  - 『縫糸 ゲームの規則 III』千葉文夫訳、平凡社、2018年
- Brisées. Collection Littérature générale, Mercure de France, (新版) 1966, Nouvelle édition : Collection Folio essais (n° 188), Gallimard, 1992（口絵にピカソによるレリスの肖像）
  - 『獣道（ミシェル・レリスの作品3）』（評論、随筆、資料集）後藤辰男訳、思潮社、1971年
- Afrique noire : la création plastique,  Gallimard, Collection « L'univers des formes », 1967（ジャクリーヌ・ドランジュとの共著）
  - 『黒人アフリカの美術 人類の美術9』岡谷公二訳、新潮社、1968年
- Cinq études d'ethnologie. Le racisme et le Tiers Monde, Denoël / Gonthier, Collection « Médiations », 1969（ケベック大学シクーティミ校の公式ウェブサイトで閲覧可能）
  - 『民族学研究論文5本 ― 人種差別と第三世界』（未訳）
- Mots sans Mémoire, Gallimard, 1969（1925年から1961年にわたって書かれたテクスト、『語彙集 ― そこに私は注釈を押し込む』を含む）
  - 『記憶のない言葉』（未訳。但し、『語彙集 ― そこに私は注釈を押し込む』など一部は『獣道』所収）
- Fissures, Maeght Éditeur, 1969（レリスの詩14編、ジョアン・ミロのエッチングとアクアチント）
  - 『ひび割れ』（未訳）
- André Masson. Massacres et autres dessins, Hermann, 1971
  - 『アンドレ・マッソン ― 殺戮ほかの素描』（邦訳『デュシャン ミロ マッソン ラム』岡谷公二編訳、人文書院、2002年参照）
- Francis Bacon ou la vérité criante, Fata Morgana, 1974
  - 『フランシス・ベーコンまたは一目瞭然の真実』（邦訳『ピカソ ジャコメッティ ベイコン』岡谷公二編訳、人文書院、1999年参照）
- Frêle Bruit. La Règle du Jeu IV, Gallimard, 1976
  - 『囁音 ゲームの規則 IV』谷昌親訳、平凡社、2018年
- Michel Leiris et Jacques Dupin, Alberto Giacometti, Fondation Maeght, 1978（ジャック・デュパン（フランス語版）との共著）
  - 『アルベルト・ジャコメッティ』（未訳）
- Au verso des images, Fata Morgana, 1980
  - 『イマージュの裏面』（未訳）
- Le Ruban au cou d'Olympia, Gallimard, Collection « Blanche », 1981
  - 『オランピアの頸のリボン』 谷昌親訳、人文書院、1999年
- Francis Bacon, face et profil, Poligrafa, 1983
  - 『フランシス・ベーコン ― その顔と横顔』（邦訳『ピカソ ジャコメッティ ベイコン』所収）
- Langage, tangage, ou ce que les mots me disent, Gallimard, Collection « L'Imaginaire », 1985（『語彙集』補遺）
  - 『言い回し、縦揺れ、または言葉が私に言うこと』（未訳）
- Francis Bacon, Albin Michel, 1987
  - 『フランシス・ベーコン』佐和瑛子訳、美術出版社（現代美術の巨匠）1990年
- Roussel l'ingénu, Fata Morgana, 1987
  - 『レーモン・ルーセル ― 無垢な人』 岡谷公二訳、ペヨトル工房、1991年
- À cor et à cri, Gallimard, Collection « L'Imaginaire », 1988
  - 『角笛と叫び』 千葉文夫訳、青土社、1989年
- À propos de Georges Bataille, Fourbis, 1988
  - 『ジョルジュ・バタイユについて』（未訳）
- Bacon le hors-la-loi, Fourbis, 1989
  - 『アウトローの画家ベイコン』（邦訳『ピカソ ジャコメッティ ベイコン』所収）
- Michel Leiris et Jean Schuster, Entre Augures, Terrain vague, Collection « Le désordre », 1990（ジャン・シュステル（フランス語版）との対談）
  - 『前兆の間で』（未訳）
- Miroir de la tauromachie, Daniel Lelong, 1990（『闘牛鑑』- フランシス・ベーコンによる石版画を含む150部限定豪華版）
- La Course de taureau, Fourbis, 1991（ピエール・ブロンベルジェ監督映画『闘牛』の評論のほか、闘牛に関する回想録など。フランシス・マルマンド（フランス語版）編）
- Pierres pour un Alberto Giacometti, L'Échoppe, 1991
  - 『ジャコメッティにとっての石』（「アルベルト・ジャコメッティのごとき芸術家にとっての石」として邦訳『獣道』所収、「アルベルト・ジャコメッティのような人物のためのいくつかの石」として邦訳『ピカソ ジャコメッティ ベイコン』所収）
- Zébrage, Gallimard, 1992（ジャン・ジャマン（フランス語版）編）
  - 『ゼブラージュ』（未訳）
- Journal 1922-1989, Gallimard, 1992（ジャン・ジャマン編）
  - 『ミシェル・レリス日記 <1>（1922-1944）』千葉文夫訳、みすず書房、2001年
  - 『ミシェル・レリス日記 <2>（1945-1989）』千葉文夫訳、みすず書房、2002年
- Operratiques, P.O.L, 1992（ジャン・ジャマン編、オペラ論）
  - 『オペラティック』大原宣久、三枝大修共訳、水声社、2014年
- Un génie sans piédestal, Fourbis, 1992（マリー＝ロール・ベルナダック編、ピカソに関するテクスト集）
  - 『台座のない天才』（邦訳『ピカソ ジャコメッティ ベイコン』所収）
- C'est-à-dire, Jean-Michel Place, 1992（ジャン・ジャマン、サリー・プライス（英語版）共編、対談集）
  - 『すなわち』（未訳）
- L'Évasion souterraine, Fata Morgana, 1992（カトリーヌ・モーボン編）
  - 『地下逃亡』（未訳）
- Journal de Chine, Gallimard, 1994（ジャン・ジャマン編）
  - 『中国日記』（未訳）
- L'Homme sans honneur. Notes pour le sacré dans la vie quotidienne, Jean-Michel Place, 1994（ジャン・ジャマン編）
  - 『不名誉な男 ― 日常生活の中の聖なるもののための注釈』（未訳）
- Francis Bacon ou La brutalité du fait, suivi de cinq lettres inédites de Michel Leiris à Francis Bacon sur le réalisme, Seuil, Collection « l'école des lettres », 1995
  - 『フランシス・ベーコンまたは事実の冷厳さ、リアリズムについて ― フランシス・ベイコン宛ミシェル・レリスの五通の未発表書簡』（書簡5通は邦訳『ピカソ ジャコメッティ ベイコン』所収）
- Miroir de l'Afrique, Gallimard, Collection « Quarto », 1996（ジャン・ジャマン編、アフリカ民族学に関する論文、書簡、未刊の資料）
  - 『アフリカ鑑』（未訳）
- Wifredo Lam, Didier Devillez Éditeur, 1997
  - 『ヴィフレド・ラム』（邦訳『デュシャン ミロ マッソン ラム』参照）
- Roussel & Co., Fata Morgana/Fayard, 1998（ジャン・ジャマン編）
  - 『ルーセル株式会社』（未訳）
- Le Merveilleux, Didier Devillez Éditeur, 2000（カトリーヌ・モーボン編）
  - 『驚異』（未訳）
- Leiris & Paulhan. Correspondance, 1926-1962, Claire Paulhan, 2000（ルイ・イヴェール編）
  - 『レリス & ポーラン書簡集 1926-1962』（未訳）
- Max Jacob, Lettre à Michel Leiris, Honoré Champion, 2001（クリスティーヌ・ヴァン・ロジェ＝アンドルーチ編）
  - 『ミシェル・レリス宛のマックス・ジャコブの手紙』（未訳）
- Ondes, suivi de Images de marque, Le Temps qu'il fait, 2002
  - 『電波、優れたイマージュ』（未訳）
- André Castel & Michel Leiris. Correspondance, 1938-1958, Claire Paulhan, 2002（アニー・マイリス（フランス語版）編）
  - 『アンドレ・カステル & ミシェル・レリス書簡集 1938-1958』（未訳）
- La Règle du jeu, Gallimard, Collection « Bibliothèque de la Pléiade », 2003（『ゲームの規則』プレイヤード叢書、ドニ・オリエ編）
- Georges Bataille, Michel Leiris, Échanges et correspondances, Gallimard, Collection «Les inédits de Doucet», 2004（ルイ・イヴェール編、ベルナール・ノエルBernard Noëlによる後記）
  - 『ジョルジュ・バタイユ & ミシェル・レリス対談・書簡集』（未訳）
- Écrits sur l'art, CNRS Éditions, 2011（ピエール・ヴィラール（フランス語版）編、マッソン、ミロ、ジャコメッティ、ピカソ、ラム、ベーコンに関する評論）
  - 『芸術に関する著作』（未訳）
- Correspondance Michel Leiris - Jacques Baron, 1925-1973, Joseph K., 2013（パトリス・アラン、ガブリエル・パルネ編）
  - 『ミシェル・レリス & ジャック・バロン書簡集 1925-1973』（未訳）
- Glossaire j'y serre mes gloses, suivi de Bagatelles végétales, Gallimard, Collection « Poésie », 2014
  - 『語彙集（そこに私は注釈を押し込む）、植物のバガテル』
- L'Âge d'homme précédé de L'Afrique fantôme, Gallimard, Collection « Bibliothèque de la Pléiade », 2014（『成熟の年齢、幻のアフリカ』プレイヤード叢書、ドニ・オリエ、フランシス・マルマンド、カトリーヌ・モーボン共編）
- Cahier Dakar-Djibouti, Éditions les Cahiers, 2015（マリアンヌ・ルメール、エリック・ジョリー共編、アフリカ横断調査団に参加したマルセル・グリオール、ガストン＝ルイ・ルー（フランス語版）、アンドレ・シェフネルほか共著）
  - 『ダカール＝ジブチ調査報告書』（未訳）

## 参考資料
- Louis Yvert (1996), Bibliographie des écrits de Michel Leiris, Jean Michel Place.
- Vanessa Morisset (2013), Michel Leiris, « l'homme intégral », Centre Pompidou.
- 千葉文夫 (1997)「ホロフェルネスの頸」『早稲田大学大学院文学研究科紀要（第2分冊）』第43巻、早稲田大学大学院文学研究科、43-58頁。
- 谷口亜沙子 (2008)「『サンガのドゴン族の秘密言語』を読む ― ミシェル・レリスと聖なる赤」『フランス語フランス文学研究』第93巻、日本フランス語フランス文学会、166-179頁。
- 谷口亜沙子 (2007)「ミシェル・レリスの「新生」―『フィブリーユ』におけるもうひとつの円環」『フランス文学語学研究』第26号、早稲田大学大学院研究科、65-82頁。